# Scelotes guentheri
Scelotes guentheri — вимерлий вид сцинкоподібних ящірок родини сцинкових (Scincidae), що був ендеміком Південно-Африканської Республіки. Вид був названий на честь німецько-британського зоолога Альберта Гюнтера.

## Поширення і екологія
Scelotes guentheri відомий за типовим зразком, зібраним в околицях Дурбана.